# 서서울생활과학고등학교
서서울생활과학고등학교(西서울生活科學高等學校)는 대한민국 서울특별시 구로구 궁동에 있는 사립 고등학교이다.

## 학교 연혁
- 1972년 3월 31일 : 동광실업전수학교 설립인가
- 1982년 11월 30일 : 동광상업고등학교 설립인가
- 1982년 11월 30일 : 1, 2부 4학급씩(상업 3, 정보처리 1) 총 8학급
- 1983년 3월 30일 : 동광상업고등학교 개교
- 1994년 10월 30일 : 동광전산상업고등학교로 교명 변경 및 학급 증설인가
- 1994년 10월 30일 : 1, 2부 12/8학급 (상업 6/4, 정보처리 6/4) 총 20학급
- 1995년 9월 19일 : 서서울정보산업고등학교 교명변경 및 학과 변경인가
- 1995년 9월 19일 : 1부 12학급(정보처리과 6, 사무자동화과 2, 상업경영과 2, 상업디자인과 2)
- 1995년 9월 19일 : 2부 8학급(정보처리 4, 사무자동화과 2, 상업경영과 1, 상업디자인과 1)
- 2004년 2월 27일 : 서서울생활과학고등학교로 교명 변경인가
- 2010년 6월 30일 : 학과 변경(7개학과, 학년 당 13학급) (국제정보과학과 3, 국제관광과 2, 국제조리과학과 3, 시각디자인과 1, 국제뷰티아트과 2, 생활체육과 1, 실용음악과 1)
- 2020년 3월 1일 : 제2대 황정숙 이사장 취임
- 2022년 1월 6일 : 서서울생활과학고등학교 제48회 298명 졸업(총 졸업생수 21,933명)
- 2022년 3월 1일 : 제4대 남경태 교장 취임

## 설치 학과
- 생활체육과
- 실용음악과
- 시각디자인과
- 국제정보과학과
- 국제뷰티아트과
- 국제조리과학과
- 호텔외식조리과
- 국제관광외식조리과
- IT비즈니스과
- 제과제빵과
- 치과
- 사과같은내얼굴

## 참고 자료
- 서서울생활과학고등학교 - 한국교육학술정보원 학교알리미